# Romanos en las Islas Canarias
La presencia de los romanos en Canarias quedó finalmente constatada en 2012 a través del descubrimiento del yacimiento de la Isla de Lobos (Fuerteventura, España). Parece ser que la actividad romana era meramente industrial y asociada a la pesca.